# Провод
Провод — электротехническое изделие, служащее для соединения источника электрического тока с потребителем, компонентами электрической схемы.

Электрический провод (провод) — кабельное изделие, содержащее одну или несколько скрученных проволок или одну или более изолированных жил, поверх которых в зависимости от условий прокладки и эксплуатации может иметься лёгкая неметаллическая оболочка, обмотка и (или) оплётка из волокнистых материалов или проволоки, и не предназначенное, как правило, для прокладки в земле.— ГОСТ 15845—80
В отличие от кабеля, провод не предназначен для прокладки под водой и в земле:84.

## Устройство
Провод состоит из следующих элементов:
- токопроводящей жилы — предназначенной для прохождения электрического тока;
- изоляции.

В качестве проводящей жилы, как правило, используется медная или алюминиевая проволока.
Токопроводящая жила выполненная из одной проволоки, называется однопроволочной жилой.
Жила, состоящая из нескольких проволок (обычно скрученных), называется многопроволочной жилой (не следует путать с термином «многожильный провод», где каждая токопроводящая жила электрически изолирована от другой). Тип жилы выбирается из условий применения.
Провода с однопроволочными жилами обладают большей жёсткостью (а значит лежат так, как их проложили, без использования креплений) и меньшим сопротивлением на низких частотах. Провода с многопроволочными жилами обладают лучшей гибкостью, и на высоких частотах обеспечивают меньшее электрическое сопротивление за счёт более однородного распределения плотности тока в поперечном сечении жилы из-за скин-эффекта.

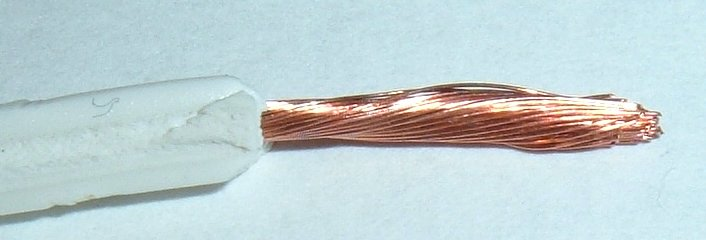
Многожильный медный провод с полиэтиленовой изоляцией

По количеству токопроводящих жил провода делятся на несколько видов:
- одножильный;
- двухжильный;
- трёхжильный;
- многожильный (в котором количество жил более трёх).

В качестве изоляции используются лаковое покрытие (эмаль), полимеры, бумага, волокнистые материалы (шёлк, хлопок), а также их комбинации. Иногда в качестве изолятора медного проводника используется оксидная плёнка.
У голых проводов изоляция отсутствует.

## Классификация
Провода классифицируются по проводимости, площади поперечного сечения или диаметру, материалу проводника, типу изоляции, гибкости, теплостойкости и т. п.
Типы проводов:
- обмоточные провода:
  - медные провода (марки ПЭВ, ПЭЛ, ПЭТВ-2, ПЭТ-155, ЛЭЛО, ЛЭНК и др.);
  - провода высокого сопротивления (константановые, манганиновые, нихромовые);
- монтажные провода (марки МГТФ, МГТФЭ и др.);
- провода соединительные (марки ПВС, ПРС, ШВП и др.);
- провода выводные (марки ПВКВ, РКГМ, ВПП и др.);
- провода для подвижного состава (марки ППСВ, ППСРН, ПС и др.);
- провода автомобильные (марки ПГВА, ПГВАЭ, ПВАМ и др.);
- провода авиационные (марки БПВЛ, БИФ, БИН);
- провода установочные (марки АПВ, ПВ1, ПВ2, ПВ3 и др.);
- провода связи (марки ПВЖ, ППЖ, ПКСВ и др.);
- провода изолированные для воздушных линий (марки СИП-1, СИП-2, СИП-3 и др.);
- провода неизолированные (марки М, А, АС и др.);
- провода для геофизических работ (марки ГСП, ГПМП и др.);
- провода термостойкие (марки ПВКВ, ПАЛ, ПВКФ);
- провода термоэлектродные (марки СФК-ХК, ПТВ-ХК, ПТП-ХК и др.);
- провода прогревочные (марки ПНСВ, ПНПЖ, НО-1 и др.).
- провода акустические (МГШВ и др.)

## Параметры
Электрическое сопротивление провода можно рассчитать по формуле:
{\displaystyle R={\frac {\rho \cdot L}{S}},}
где:
- R — сопротивление провода, Ом;
- ρ — удельное сопротивление материала, из которого изготовлен провод, Ом · мм² / м (сопротивление провода с площадью поперечного сечения 1 мм² и длиной 1 м);
- L — длина провода, м;
- S — площадь поперечного сечения провода, мм².

## Сечение проводов
В Америке проволоку и провод маркируют согласно таблице условных обозначений стандартных сечений (см.: AWG).
В России проволоку и провод маркируют по площади поперечного сечения. Одножильный обмоточный провод в большинстве случаев маркируется по диаметру проводящей жилы.

## Маркировка
Буквенное обозначение и цветовая маркировка оболочек проводов силового кабеля в Европе и России:
- L1 — фазный проводник 1  коричневый провод,
- L2 — фазный проводник 2  чёрный провод,
- L3 — фазный проводник 3  серый провод,
- N — нейтральный провод («ноль») —  синий провод,
- PE — защитный проводник («земля») —  жёлто-зелёный провод.

| Страна/регион | Цвета наружной изоляции проводника или шины                                                                    | Цвета наружной изоляции проводника или шины                                                                    | Цвета наружной изоляции проводника или шины                                                                    | Цвета наружной изоляции проводника или шины | Цвета наружной изоляции проводника или шины                  |
| --- | --- | --- | --- | ------------------------------------------- | ------------------------------------------------------------ |
| Страна/регион | Фазный проводник 1                                                                                             | Фазный проводник 2                                                                                             | Фазный проводник 3                                                                                             | Нейтральный проводник                       | Защитный проводник                                           |
| Европа и все страны, пользующиеся стандартом CENELEC (IEC 60446), с апреля 2004 года Великобритания с 31 марта 2004 года Гонконг с июля 2007 года Сингапур с марта 2009 года Россия с января 2009 года Украина, Беларусь, Казахстан и Китай | Коричневый | Чёрный | Серый | Синий                                       | Зелёно-жёлтый                                                |
| Европа до апреля 2004 года (в зависимости от страны) | Коричневый или Чёрный                                                                                          | Чёрный или Коричневый                                                                                          | Чёрный или Коричневый                                                                                          | Синий                                       | Зелёно-жёлтый                                                |
| Норвегия | Чёрный | Белый или серый                                                                                                | Коричневый | Синий                                       | Зелёно-жёлтый На старых установках: Зелёный или Без изоляции |
| Индия и Пакистан Великобритания до 31 марта 2004 года Гонконг до апреля 2009 года Малайзия, ЮАР и Сингапур до февраля 2011 года | Красный | Жёлтый или Белый (ЮАР)                                                                                         | Синий | Чёрный                                      | Зелёно-жёлтый На старых установках (до 1970): Зелёный        |
| Австралия и Новая Зеландия | Для цвета изоляции фазных проводников допускаются любые цвета, кроме: Чёрный, Голубой, Зелёно-жёлтый и Зелёный | Для цвета изоляции фазных проводников допускаются любые цвета, кроме: Чёрный, Голубой, Зелёно-жёлтый и Зелёный | Для цвета изоляции фазных проводников допускаются любые цвета, кроме: Чёрный, Голубой, Зелёно-жёлтый и Зелёный | Чёрный или Голубой                          | Зелёно-жёлтый На старых установках: Зелёный                  |
| Австралия и Новая Зеландия | Рекомендованные цвета для однофазного напряжения: Красный или Коричневый                                       | | | Чёрный или Голубой                          | Зелёно-жёлтый На старых установках: Зелёный                  |
| Австралия и Новая Зеландия | Рекомендованные цвета для трёхфазного напряжения:                                                              | | | Чёрный или Голубой                          | Зелёно-жёлтый На старых установках: Зелёный                  |
| Австралия и Новая Зеландия | Красный | Белый | Тёмно-синий | Чёрный или Голубой                          | Зелёно-жёлтый На старых установках: Зелёный                  |
| Европа до апреля 2004 года — обозначение шин | Жёлтый | Коричневый | Красный |                                             |                                                              |
| СССР, Россия до 2009 года — обозначение шин | Жёлтый | Зелёный | Красный | Синий                                       | Зелёно-жёлтый На старых установках: Черный                   |
| Бразилия | Жёлтый | Красный | Белый | Синий                                       | Зелёный                                                      |
| США — общепринятые в эксплуатации цвета (120/208/240 В) | Чёрный | Красный | Синий | Серебристый                                 | Без изоляции или Зелёный или Зелёно-жёлтый                   |
| США — альтернативная система цветов (277/480 В) | Коричневый | Оранжевый или Фиолетовый                                                                                       | Жёлтый | Серый                                       | Зелёный                                                      |
| Канада — обязательные цвета | Красный | Чёрный | Синий | Белый                                       | Зелёный или Без изоляции                                     |
| Канада — трёхфазные установки с изолированной нейтралью | Оранжевый | Коричневый | Жёлтый | Белый                                       | Зелёный                                                      |
| Примечания 1. 2. 3. | | | |                                             |                                                              |

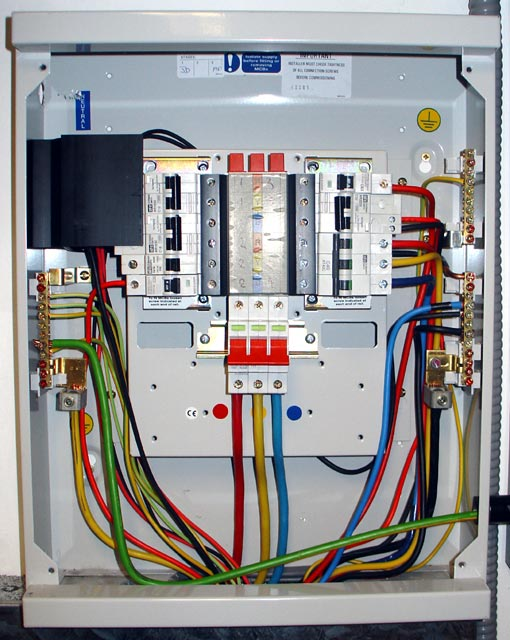
Пример распределительной коробки с установленными автоматами. Цвета силового кабеля соответствуют применяемым в Великобритании до 2004 года.
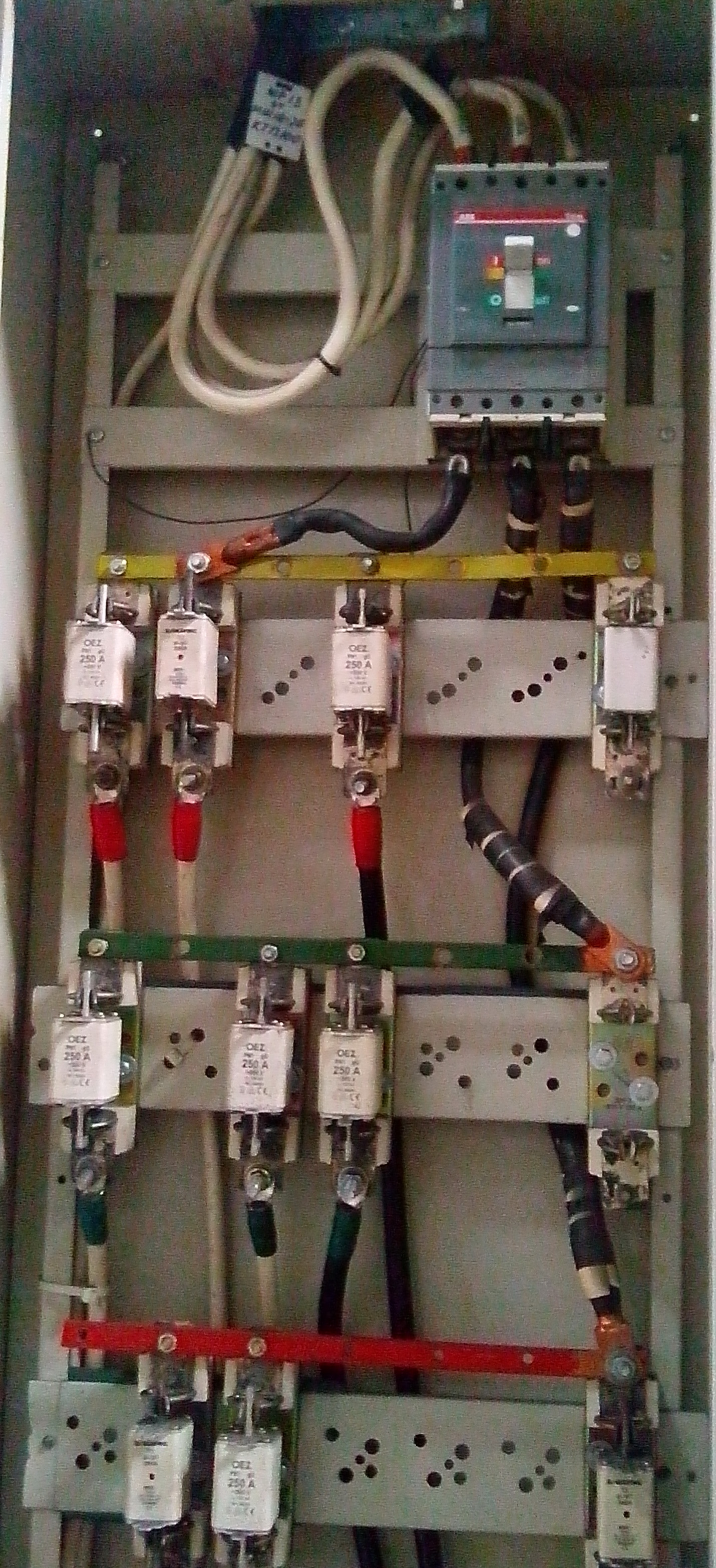
Шинопровод тока промышленной частоты и подключенные к нему предохранители в шкафу. Цвета шин соответствуют стандартам СССР.
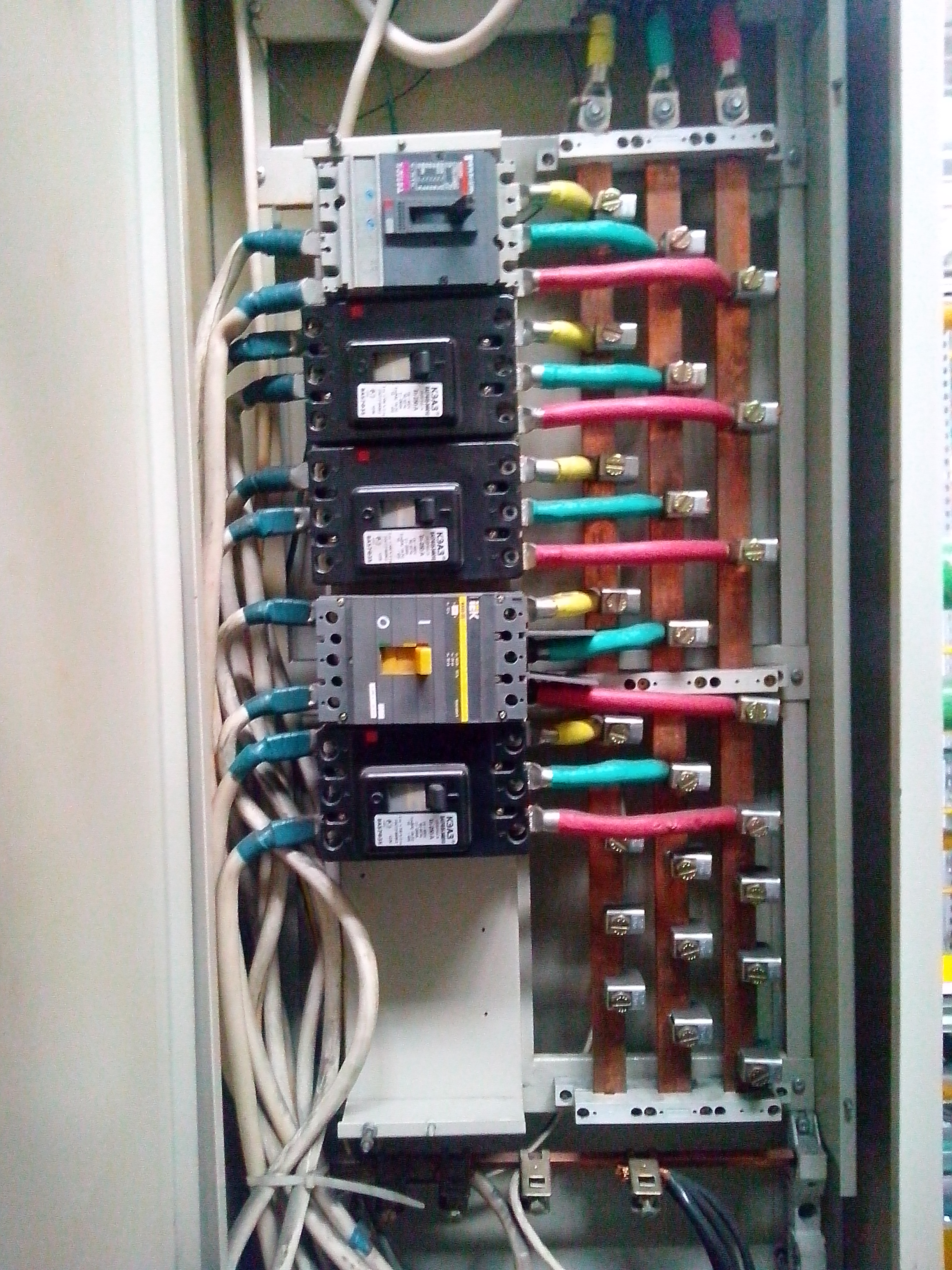
Шинопровод тока промышленной частоты и подключенные к нему автоматические выключатели в шкафу. Цветовая маркировка шин соответствуют стандартам СССР.
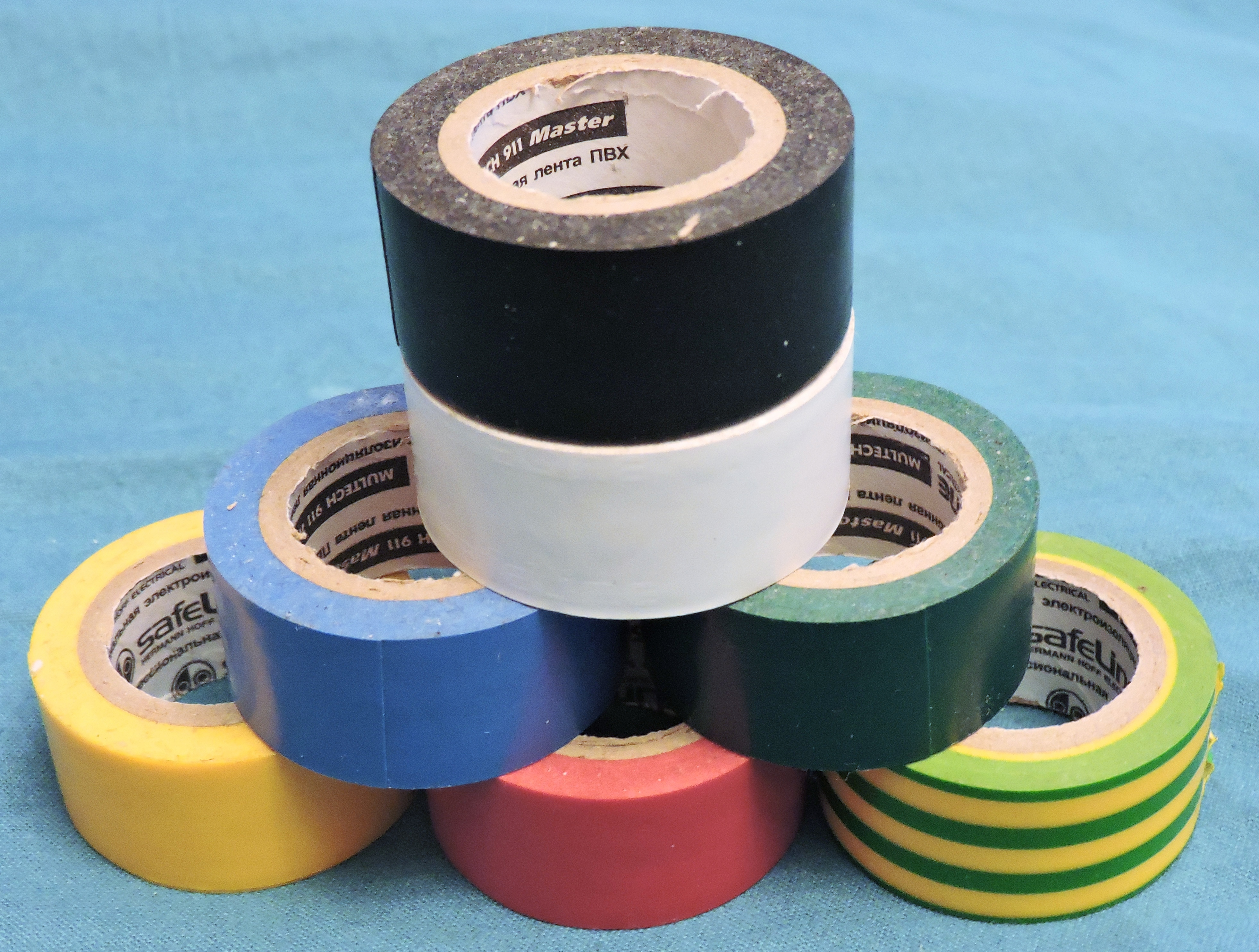
Для аналогичной маркировки одноцветных кабелей применяется цветная изолента